# Sudetoněmecký hudební institut
Sudetoněmecký hudební institut (německy Sudetendeutsches Musikinstitut, zkr. SMI) je německá instituce se sídlem bavorském v Řezně, která se zabývá výzkumem, dokumentací a propagací hudební kultury českých zemí „se zvláštním zřetelem na obyvatelstvo německého jazyka, původu nebo národnosti“ založených na vzájemné výměně a porozumění.
„SMI shromažďuje hudbu, odbornou literaturu, rukopisy a dokumenty všeho druhu o hudbě českých zemí. SMI v rámci svých možností působí také jako organizátor, iniciátor a sponzor akcí. 

## Činnost
Institut se zabývá sběrem a zpracováním komplexní česko-německé interakce hudební kultury v evropském kontextu a je zaměřen na výměnu a mezinárodní porozumění. V tomto projektu není pojem „hudba“ vázán na státní ani žánrovou příslušnost. Kromě klasické hudby zpracovává a propaguje „celé spektrum lidové a populární hudby (folklór, jazz apod.)“.
SMI tak přebírá úkol, který do roku 1988 obdobným způsobem plnil Ústav pro německou hudbu na východě, který se zabýval péčí o hudební kulturní statky z oblastí Slezska, východního a západního Pruska, Gdaňska, Pobaltí a německé osídlení v oblastech jihovýchodní Evropy a bývalém Sovětském svazu.
SMI má podporu bavorského ministerstva pro rodinu, práci a sociální věci, města Řezna a zmocněnce spolkové vlády pro kulturu a média.
V letech 1944 až 1950 uprchlo nebo bylo vyhnáno asi 12 až 14 milionů Němců a lidí německého původu z různých zemí v Evropě. Více než dva miliony vysídlených osob z tehdejšího Československa našlo útočiště v Bavorsku a s sebou si přinesli bohaté a cenné kulturní - zejména v hudební - tradice z bývalé vlasti v různých oblastech Čech.
Německý okres Horní Falc se v roce 1990 rozhodl založit instituci SMI za účelem dlouhodobého zabezpečení této cenné hudební kultury z českých zemí. K vlastnímu založení došlo 30. července 1991. 

## Publikace SMI (výběr)
- Widmar Hader: Lexikon zur deutschen Musikkultur: Böhmen, Mähren, Sudetenschlesien. Langen-Müller, München 2000, ISBN 3-7844-2799-5.
- Andreas Wehrmeyer (vyd.): Musik im Protektorat Böhmen und Mähren: (1939–1945). Fakten, Hintergründe, historisches Umfeld. Ricordi, München 2008, ISBN 978-3-938809-34-1.
- Vladimír Šlajch: Die Elbogener Orgelbauschule. Sudetendeutsches Musikinstitut, Regensburg 1992, ISBN 3-9803294-0-2.
- Torsten Fuchs (vyd.): Der jüdische Beitrag zur Musikgeschichte Böhmens und Mährens. 2. Sudetendeutsch-Tschechisches Musiksymposium, 28./29. September 1992. Sudetendeutsches Musikinstitut, Regensburg 1992. ISBN 3-9803294-2-9.